# Каренно
Каренно (итал. Carenno) — коммуна в Италии, располагается в регионе Ломбардия, в провинции Лекко.
Население составляет 1456 человек (2008 г.), плотность населения составляет 208 чел./км². Занимает площадь 7 км². Почтовый индекс — 23802. Телефонный код — 0341.
Покровителями коммуны почитаются Пресвятая Богородица и святитель Власий Севастийский.

## Демография
Динамика населения:

## Администрация коммуны
- Официальный сайт: https://web.archive.org/web/20010401115143/http://www.comune.carenno.lc.it/